# Březová nad Svitavou-Dlouhá
Březová nad Svitavou-Dlouhá – przystanek kolejowy w Březovej nad Svitavou, w kraju pardubickim, w Czechach. Znajduje się na wysokości 395 m n.p.m.
Na przystanku nie ma możliwości zakupu biletu, a obsługa podróżnych odbywa się w pociągu.

## Linie kolejowe
- 260 Česká Třebová - Brno